# Tricholaema leucomelas
Tricholaema leucomelas е вид птица от семейство Lybiidae.

## Разпространение
Видът е разпространен в Ангола, Ботсвана, Замбия, Зимбабве, Лесото, Мозамбик, Намибия, Свазиленд и Южна Африка.